# Emanuel Wackernagel

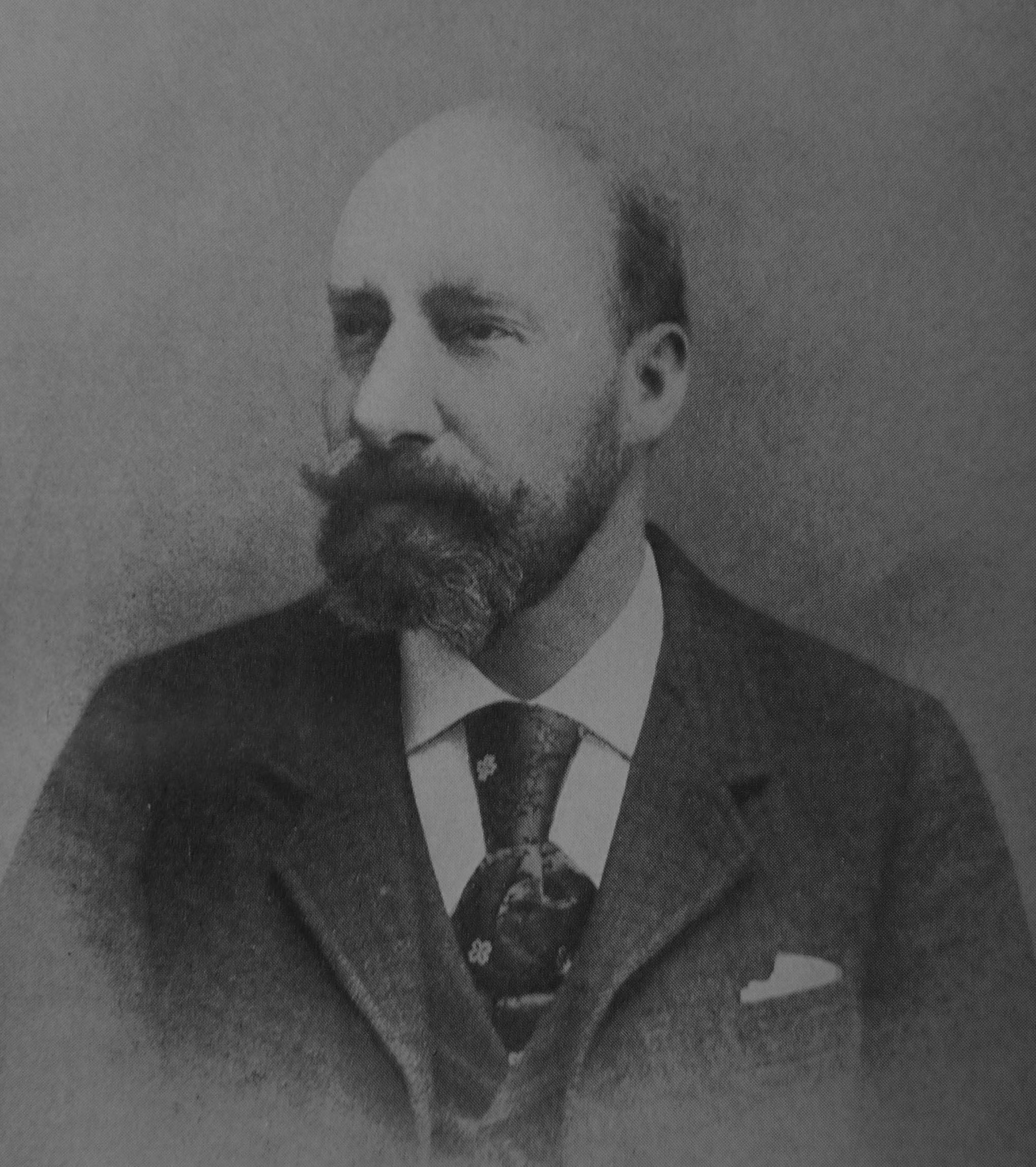
Emanuel Wackernagel

Eduard Emanuel Wackernagel (* 19. August 1846 in Basel; † 23. Februar 1902 ebenda) war ein Schweizer Zeitungsverleger und Politiker (FDP). Von 1886 bis 1902 war er Herausgeber der Basler Nachrichten.

## Leben
Die zur Basler Mittel- und Oberschicht gehörende Familie Wackernagel stammte aus Berlin und bürgerte sich 1837 mit dem Philologen Wilhelm Wackernagel (1806–1869) in der Stadt Basel ein.
Emanuel Wackernagel wurde als drittältestes von fünf Kindern von Wilhelm Wackernagel und der Caroline Louise geborene Bluntschli (1817–1848), Schwester des Rechtswissenschaftlers und Politikers Johann Caspar Bluntschli, geboren.
Nach dem Tode seines Bruders Johann Gottfried Wackernagel (1844–1886), der die Basler Nachrichten 1872 zusammen mit einer Gruppe radikaler Politiker, dem Baselbieter Regierungsrat Emil Frey, Benno Schwabe und Franz August Stocker, erworben und später allein übernommen und redaktionell und administrativ geführt hatte, ging die administrative Leitung der Basler Nachrichten am 23. Februar 1886 an ihn über. Redaktoren, ohne nominellen Chefredaktor, blieben Stephan Born, Fritz Göttisheim und Franz August Stocker, als Ersatz für Gottfried Wackernagel trat 1891 Otto Zoller hinzu. Eigentümerin blieb die Witwe Gottfried Wackernagels, Marie.
Emanuel Wackernagel war Präsident des Schweizerischen Buchdruckervereins (heute Viscom) und von 1899 bis 1902 Präsident des Schweizerischen Zeitungsverlegervereins (heute Verband Schweizer Medien). Von 1894 bis 1902 war er Mitglied des Verwaltungsrates der Schweizerischen Depeschenagentur und zudem Präsident der Basler Credit-Gesellschaft.
Er war für die Freisinnig-Demokratische Partei Mitglied des Grossen Rates des Kantons Basel-Stadt.

## Privates
Wackernagel heiratete nach dem frühen, durch Typhus bedingten Tode seines Bruders Gottfried 1891 dessen Ehefrau Maria «Marie» geborene Oser (1848–1911) und übernahm die Vaterrolle für die vier Söhne aus der Ehe Marias mit Gottfried sowie die zwei Töchter aus der ersten Ehe Gottfrieds mit Martha Im Hof (1852–1874), die bei der Geburt der zweiten Tochter gestorben war. Zwei seiner Halbbrüder aus der zweiten Ehe seines Vaters mit Maria Salome Sarasin (1816–1894), Schwester des Unternehmers und Politikers Karl Sarasin, waren der Indogermanist Jacob Wackernagel (und dessen Sohn, der Historiker und Volkskundler Hans Georg Wackernagel, ein Halbneffe) sowie der Historiker Rudolf Wackernagel (und dessen Sohn, der Kunsthistoriker Martin Wackernagel, ein weiterer Halbneffe).
Emanuel Wackernagel starb im 55. Altersjahr an den Folgen einer Lungenentzündung am gleichen Jahrestag wie sein Bruder Gottfried.